# Horst Beyer
Horst Beyer (* 5. Januar 1940 in Neumünster; † 9. Dezember 2017 in Hamburg) war ein deutscher Leichtathlet, der – für die Bundesrepublik Deutschland startend – im Zehnkampf bei den Olympischen Spielen 1964 den sechsten Platz belegte und bei den Europameisterschaften 1966 Bronze holte.

## Berufsweg
Nach seiner aktiven Laufbahn war Horst Beyer in Wolfsburg als Leiter des dortigen Leistungszentrums tätig, ging danach im Auftrage der Bundesregierung als Auslandsexperte von 1976 bis 1980 nach Nigeria, danach wurde er Gymnasiallehrer in Frankfurt am Main.
Im August 2017 veröffentlichte Horst Beyer ein Buch unter dem Titel Vom Athleten zum Poeten.

## Sportliche Laufbahn
Beyer kam Anfang der sechziger Jahre nach Wolfsburg und bestritt in der Königsdisziplin der Leichtathletik, dem Zehnkampf, von 1963 bis 1972 für Deutschland 13 Länderkämpfe.
Bei den Olympischen Spielen 1964 belegte er den sechsten Platz (7647 Punkte = 7488 Punkte nach der Tabelle von 1985: 11,2 s – 7,02 m – 14,32 m – 1,90 m – 49,8 s – 15,2 s – 45,17 m – 3,80 m – 58,17 m – 4:23,6 min.) Bronze errang Beyer bei den Europameisterschaften 1966  in Budapest (Ungarn) im Zehnkampf (7562 Punkte = 7390 Punkte nach der Tabelle von 1985: 11,5 s – 6,89 m – 14,73 m – 1,88 m – 49,5 s – 14,9 s – 41,80 m – 4,10 m – 50,36 m – 4:17,9 min.) Bei den Olympischen Spielen 1972 in München  musste er nach der dritten Disziplin verletzt aufgeben.
1970 und 1972 war Beyer Deutscher Meister im Zehnkampf.
Seine persönliche Bestleistung im Zehnkampf erreichte er 1972 mit 7895 Punkten.
In seiner Wettkampfzeit war Beyer 1,96 m groß und 96 kg schwer.

## Ehrungen
1972 wurde Beyer mit dem Rudolf-Harbig-Gedächtnispreis ausgezeichnet.
Für seine Verdienste um den Sport in Niedersachsen nahm man ihn in die Ehrengalerie des Niedersächsischen Instituts für Sportgeschichte auf. Die Stadt Wolfsburg ehrte ihn 1972 mit der Stadtplakette in Silber.

## Vereinszugehörigkeiten
Beyer war Ehrenmitglied des VfL Wolfsburg. In seiner aktiven Zeit als Leichtathlet startete er auch für den Hamburger SV und den USC Mainz.

## Trivia
Im Alter lebte Horst Beyer in einer Seniorenwohnanlage in Hamburg-Wandsbek. Nach langer Krankheit verstarb er am 9. Dezember 2017 in einem Hamburger Krankenhaus.

## Schriften
- Vom Athleten zum Poeten. Olympischer Zehnkampf in Versen. Gedichte – Autobiografische Erzählungen – Gedanken … gehört und empfunden. tredition, Hamburg 2017, ISBN 978-3-7439-0221-3